# Josep Maria Prat Viciano
Josep Maria Prat Viciano   (Barcelona, 28 de novembre de 1957) és un esportista català practicant de la pesca esportiva en diverses modalitats tot i que va acabar especialitzant-se en les competicions marítimes.

## Trajectòria
Ha aconseguit 11 podis en Campionats Mundials, 51 podis a Campionats d'Espanya i 28 títols de Campió de Catalunya en les diferents modalitats que ha practicat. Va començar l'activitat esportiva en modalitats d'aigua dolça i de mar però a l'aconseguir l'ascens a l'alta competició espanyola en les modalitats de mar-costa i embarcació fondejada va abandonar les proves d'aigua dolça, en què també destacava amb títols tant a Campionats de Catalunya com d'Espanya, per concentrar-se en les dues modalitats de mar.
A banda de la seva activitat esportiva, ha exercit el periodisme esportiu publicant centenars d'articles en revistes especialitzades, publicant la "Guía de Catalunya de Pesca des de Costa" Ed. Pòrtic 2001, participant en programes de ràdio i de TV especialitzats. També ha exercit durant més de 15 anys com a jutge àrbitre de la Federació Espanyola de Pesca en competicions nacionals i internacionals. Ha estat directiu en diversos clubs esportius i membre de diverses juntes directives de les Federacions Catalana i Espanyola de Pesca Esportiva.

## Títols en Campionats Mundials
| Especialitat         | Any  | País                   | Medalla | Modalitat  |
| Embarcació Fondejada | 1993 | França (Anglet)        | plata   | seleccions |
| Embarcació Fondejada | 1995 | Espanya (Mallorca)     | plata   | seleccions |
| Embarcació Fondejada | 2002 | Bèlgica (Ostende)      | or      | seleccions |
| Embarcació Fondejada | 2003 | Irlanda (Newport)      | bronze  | seleccions |
| Embarcació Fondejada | 2007 | Bèlgica (Blakenberge)  | or      | seleccions |
| Embarcació Fondejada | 2021 | Espanya (Astúries)     | plata   | clubs      |
| Mar Costa            | 1999 | Brasil (Caraguatatura) | plata   | clubs      |
| Mar Costa            | 2006 | França (Les Landes)    | bronze  | clubs      |
| Mar Costa            | 2011 | Itàlia (Toscana)       | plata   | seleccions |
| Mar Costa            | 2022 | Xipre                  | or      | clubs      |
| Mar Costa            | 2023 | Espanya                | bronze  | clubs      |